# NGC 7648
NGC 7648 في الفهرس العام الجديد، هي مجرة، تقع في كوكبة الفرس الأعظم. اكتشفت في 18 أكتوبر 1784 بواسطة ويليام هيرشل.

## روابط خارجية
- NGC 7648 على موقع ويكي سكاي: DSS2, SDSS, GALEX, IRAS, Hydrogen α, X-Ray, Astrophoto, Sky Map, Articles and images